# شهرستان جونز (کارولینای شمالی)
شهرستان جونز، کارولینای شمالی (به انگلیسی: Jones County, North Carolina) یک سکونتگاه مسکونی در ایالات متحده آمریکا است که در کارولینای شمالی واقع شده‌است.

## خصوصیات
شهرستان جونز ۱٬۲۲۵٫۰۷ کیلومترمربع مساحت دارد.